# Baryliw
Baryliw (ukrainisch Барилів; russisch Барилов Barilow, polnisch Baryłów) ist ein Dorf im Norden der ukrainischen Oblast Lwiw mit etwa 300 Einwohnern (2021).
Das erstmals 1575 schriftlich erwähnte Dorf, eine weitere Quelle nennt das Jahr 1448,  liegt an der Grenze zum Rajon Horochiw der Oblast Wolyn.
Am 12. Juni 2020 wurde das Dorf ein Teil der neu gegründeten Siedlungsgemeinde Lopatyn im Rajon Tscherwonohrad, bis dahin war sie die einzige Ortschaft der gleichnamigen, 14,02 km² großen Landratsgemeinde im Norden des Rajon Radechiw.
Die Ortschaft liegt am Südrand des Wolhynischen Hochlands auf einer Höhe von 203 m am Ufer der Sudyliwka (Судилівка), einem 27 km langen, linken Nebenfluss des Styr, 22 km östlich vom ehemaligen Rajonzentrum Radechiw und 92 km nordöstlich vom Oblastzentrum Lwiw.

## Söhne und Töchter der Ortschaft
- Myron Tarnawskyj (1869–1938), ukrainischer General und Oberbefehlshaber der Ukrainisch-galizischen Armee (Українська галицька армія), den regulären Streitkräften der Westukrainischen Volksrepublik.